# Laura Oberto
Laura Oberto (Cuorgnè, 18 gennaio 1993) è una multiplista italiana.
Vanta una presenza con la Nazionale assoluta nella Coppa Europa di prove multiple nel 2015. Ha vinto un titolo italiano assoluto nel pentathlon indoor, un altro seniores ed 8 titoli nazionali giovanili.
Con 4.176 punti (doppio titolo assoluti-promesse pentathlon indoor nel 2015), detiene la 9ª migliore prestazione italiana all time del pentathlon indoor.

## Biografia
Ha iniziato la pratica dell'atletica leggera nel 2004 all'età di 11 anni (categoria Esordienti).
È cresciuta nell'Atletica Rivarolo, allenata e scoperta dal professore Leonardo Bellan , che continua a seguirla tuttora; è poi passata all'Atletica Canavesana da cui è passata in prestito dal 2015 alla Bracco Atletica.
È allenata da Marco Airale, atleta dell'Atletica Canavesana, appena 3 anni più grande di lei.
È stata assente nel biennio 2007-2008 ai campionati italiani cadette.
2009, campionati italiani allieve, decimo posto nell'esathlon e quarta nel salto in lungo.
Medaglia di bronzo nell'eptathlon agli italiani allieve di prove multiple nel 2010; poi agli italiani allieve è stata ottava nel lungo e 17ª con la staffetta 4x400 m.
Campionessa italiana dell'eptathlon juniores nel 2011 (sesta agli indoor di categoria); 12ª (indoor) e 13ª (outdoor) nel salto in lungo agli italiani juniores. Quinto posto sui 100 m hs ai nazionali juniores.
Due titoli italiani juniores nel 2012: eptathlon e 400 m hs (vicecampionessa nel salto in lungo); ottava assoluta ed argento juniores nell'eptathlon agli italiani di prove multiple indoor. 13ª e 6ª agli italiani juniores indoor rispettivamente nell'alto e nel lungo. Sesta nell'eptathlon agli assoluti.
Nel 2013 è stata campionessa italiana promesse sui 400 m hs (fuori in batteria sui 100 m hs). Vicecampionessa nell'eptathlon di prove multiple sia ai nazionali promesse che agli assoluti. Undicesima promesse e settima assolute agli italiani di prove multiple indoor. Ha gareggiato nel salto in lungo agli assoluti ma non ha messo neanche una misura.
2014, vicecampionessa italiana promesse nel pentathlon indoor e settima assoluta; agli italiani promesse indoor ottava nel lungo e fuori in batteria sui 60 m hs. Argento nell'eptathlon agli italiani promesse di prove multiple. Italiani promesse: ottavo e quarto posto su 400 m hs e salto in lungo. Settima classificata nell'eptathlon a Rovereto agli assoluti di prove multiple.
Nel 2015 ha vinto 6 titoli italiani, in altrettanti mesi, da gennaio a giugno:
doppietta assoluti-promesse agli italiani indoor di prove multiple, doppietta seniores-promesse agli italiani di prove multiple ed altra doppietta 400 m hs-4x400 m ai campionati italiani promesse (5ª nel salto in lungo).

Agli italiani promesse indoor: argento (salto in lungo), 4ª (60 m hs) e squalificata in batteria nella staffetta 4x200 m.

Doppia medaglia agli assoluti indoor:
bronzo nel salto in lungo ed argento con la 4x200 m.

Agli assoluti di Torino era iscritta sia sui 400 m hs che nel salto in lungo, ma non ha gareggiato in entrambe le gare.
Tredicesima, al suo esordio con la Nazionale assoluta, nell'eptathlon nella Coppa Europa di prove multiple ad Inowroclaw in Polonia (quarta nella classifica a squadre).

Agli Europei under 23 di Tallinn (Estonia) è uscita in batteria sui 400 m hs.
Si è poi infortunata (microfrattura allo scafoide del piede destro) dovendo quindi saltare gli assoluti di Torino.

## Record nazionali

### Juniores
- Decathlon Nwi (vento non considerato) (100 m, Disco, Asta, Giavellotto, 400 m, 100 m hs, Lungo, Peso, Alto, 1500 m): 5.964 punti ( Santhià, 14 ottobre 2012)[5]

## Progressione

### Eptathlon
| Stagione | Punteggio | Luogo      | Data      | Rank. Mond. |
| -------- | --------- | ---------- | --------- | ----------- |
| 2015     | 5.348 p.  | Lana       | 31-5-2015 |             |
| 2014     | 5.026 p.  | Rovereto   | 19-7-2014 |             |
| 2013     | 5.159 p.  | Milano     | 27-7-2013 |             |
| 2012     | 4.704 p.  | Bressanone | 8-7-2012  |             |
| 2011     | 4.627 p.  | Macerata   | 28-5-2011 |             |

### Pentathlon indoor
| Stagione | Punteggio | Luogo  | Data      | Rank. Mond. |
| -------- | --------- | ------ | --------- | ----------- |
| 2015     | 4.176 p.  | Padova | 24-1-2015 |             |
| 2014     | 3.494 p.  | Padova | 26-1-2014 |             |
| 2013     | 2.646 p.  | Ancona | 27-1-2013 |             |
| 2012     | 3.213 p.  | Ancona | 28-1-2012 |             |
| 2011     | 3.050 p.  | Ancona | 30-1-2011 |             |

## Palmares
| Anno | Manifestazione   | Sede    | Evento   | Risultato | Prestazione | Note  |
| ---- | ---------------- | ------- | -------- | --------- | ----------- | ----- |
| 2015 | Europei under 23 | Tallinn | 400 m hs | Batteria  | 1'00"59     | [ 6 ] |

## Campionati nazionali
- 1 volta campionessa assoluta indoor di pentathlon (2015)
- 1 volta campionessa seniores di eptathlon (2015)
- 1 volta campionessa promesse di eptathlon (2015)
- 1 volta campionessa promesse della staffetta 4x400 m (2015)
- 1 volta campionessa promesse sui 400 m hs (2015)
- 1 volta campionessa promesse indoor di pentathlon (2015)
- 1 volta campionessa promesse sui 400 m hs (2013)
- 1 volta campionessa juniores sui 400 m hs (2012)
- 2 volte campionessa juniores di eptathlon (2011, 2012)

2009
- 10ª ai Campionati italiani allievi e allieve di prove multiple indoor, (Busto Arsizio), Esathlon - 3.019 p.[7]
- 4ª ai Campionati italiani allievi e allieve, (Grosseto), Salto in lungo - 5,49 m[8]

2010
- Bronzo ai Campionati italiani allievi e allieve di prove multiple, (Biella), Eptathlon - 4.408 p.[9]
- 8ª ai Campionati italiani allievi e allieve, (Rieti), Salto in lungo - 5,24 m[10]
- 17ª ai Campionati italiani allievi e allieve, (Rieti), 4x400 m - 4'21"68[11]

2011
- 6ª ai Campionati italiani di prove multiple indoor, (Ancona), Pentathlon - 3.050 p. (juniores)[12]
- 12ª ai Campionati italiana allievi-juniores-promesse indoor, (Ancona), Salto in lungo - 5,14 m[13]
- Oro ai Campionati italiani juniores e promesse di prove multiple, (Macerata), Eptathlon - 4.627 p.[14]
- 5ª ai Campionati italiani juniores e promesse, (Bressanone), 100 m hs - 15"46[15]
- 13ª ai Campionati italiani juniores e promesse, (Bressanone), Salto in lungo - 5,50 m[16]

2012
- 8ª ai Campionati italiani di prove multiple indoor, (Ancona), Pentathlon - 3.213 p. (assolute)[17]
- Argento ai Campionati italiani di prove multiple indoor, (Ancona), Pentathlon - 3.213 p. (promesse)[18]
- 13ª ai Campionati italiani allievi e juniores indoor, (Ancona), Salto in alto - 1,55 m[19]
- 6ª ai Campionati italiani allievi e juniores indoor, (Ancona), Salto in lungo - 5,46 m[20]
- Oro ai Campionati italiani juniores e promesse di prove multiple, (Novara), Eptathlon - 4.699 p.[21]
- Oro ai Campionati italiani juniores e promesse, (Misano Adriatico), 400 m hs - 1'02"03[22]
- Argento ai Campionati italiani juniores e promesse, (Misano Adriatico), Salto in lungo - 6,05 m[23]
- 6ª ai Campionati italiani assoluti di prove multiple, (Bressanone), Eptathlon - 4.704 p.[24]

2013
- 11ª ai Campionati italiani di prove multiple indoor, (Ancona), Pentathlon - 2.646 p. (assolute)[25]
- 7ª ai Campionati italiani di prove multiple indoor, (Ancona), Pentathlon - 2.646 p. (promesse)[26]
- Argento ai Campionati italiani juniores e promesse di prove multiple, (Busto Arsizio), Eptathlon - 4.814 p.[27]
- In batteria ai Campionati italiani juniores e promesse, (Rieti), 100 m hs - 14"78[28]
- Oro ai Campionati italiani juniores e promesse, (Rieti), 400 m hs - 1'00"80[29]
- Argento ai Campionati italiani assoluti di prove multiple, (Milano), Pentathlon - 5.159 p.[30]
- In finale ai Campionati italiani assoluti, (Milano), Salto in lungo - NCL[31]

2014
- 7ª ai Campionati italiani di prove multiple indoor, (Padova), Pentathlon - 3.494 p. (assolute)[32]
- Argento ai Campionati italiani di prove multiple indoor, (Padova), Pentathlon - 3.494 p. (promesse)[33]
- In batteria ai Campionati italiani juniores e promesse indoor, (Ancona), 60 m hs - 9"38[34]
- 8ª ai Campionati italiani juniores e promesse indoor, (Ancona), Salto in lungo - 5,61 m[35]
- Argento ai Campionati italiani juniores e promesse di prove multiple, (Lana), Eptathlon - 4.840 p.[36]
- 8ª ai Campionati italiani juniores e promesse, (Torino), 400 m hs - 1'05"71[37]
- 4ª ai Campionati italiani juniores e promesse, (Torino), Salto in lungo - 5,88 m[38]
- 7ª ai Campionati italiani assoluti di prove multiple, (Rovereto), Eptathlon - 5.026 p.[39]

2015
- Oro ai Campionati italiani di prove multiple indoor, (Padova), Pentathlon - 4.176 p. (assolute)[40]
- Oro ai Campionati italiani di prove multiple indoor, (Padova), Pentathlon - 4.176 p. (promesse)[41]
- 4ª ai Campionati italiani juniores e promesse indoor, (Ancona), 60 m hs - 8"75[42]
- Argento ai Campionati italiani juniores e promesse indoor, (Ancona), Salto in lungo - 6,22 m[43]
- In batteria ai Campionati italiani juniores e promesse indoor, (Ancona), 4x200 m - dq[44]
- Bronzo ai Campionati italiani assoluti indoor, (Padova), Salto in lungo - 6,24 m[45]
- Argento ai Campionati italiani assoluti indoor, (Padova), 4x200 m - 1'38"38[46]
- Oro ai Campionati italiani di prove multiple, (Lana, Eptathlon - 5.348 p. (seniores)[47]
- Oro ai Campionati italiani di prove multiple, (Lana, Eptathlon - 5.348 p. (promesse)[48]
- Oro ai Campionati italiani juniores e promesse, (Rieti), 400 m hs - 59"09[49]
- 5ª ai Campionati italiani juniores e promesse, (Rieti), Salto in lungo - 6,08 m[50]
- Oro ai Campionati italiani juniores e promesse, (Rieti), 4x400 m - 3'45"42[51]

2019
- Bronzo ai campionati italiani assoluti, eptathlon - 5435 p.

## Altre competizioni internazionali
2015
- 13ª nella First League della Coppa Europa di prove multiple, ( Inowrocław), Eptathlon - 5.178 p.[52]
- 4ª nella First League della Coppa Europa di prove multiple, ( Inowrocław), Classifica a squadre - 37.053 p.[52]